# Museo etnografico Walser
Il Museo etnografico Walser  di Rimella, ha sede nella frazione Sella.
Il museo si occupa di raccogliere, conservare e trasmettere le peculiarità della vita rurale della cultura walser insediata nel territorio dell'alta Val Mastallone, laterale della Valsesia in provincia di Vercelli. All'interno dell'edificio trovano sede, oltre al museo, anche l'Archivio Etnolinguistico, il Centro di Documentazione Walser e il Centro Studi Walser di Rimella.

## Descrizione
Il museo ha sede nella casa "ex eredi Vasina", abitata fino agli anni '70 da Felicita Vasina. Fino agli anni '30 era abitata anche da altri familiari di Felicita, che però poi si trasferirono in una nuova casa in pietra costruita poco più a monte.
L'edificio è un tipico caseggiato walser strutturato su tre piani, a scalare sul terreno e con gli accessi che danno direttamente sull'esterno. Il pian terreno era adibito a stalla (wae. der gàdu), quello intermedio comprendeva i locali per la famiglia, tra cui la cucina (ts virshüüsch), mentre l'ultimo piano era utilizzato come fienile (der schtàdàl). I primi due livelli sono costruiti in pietra, mentre il terzo è interamente in legno, con le caratteristiche travi "blockbau" incastrate ortogonalmente. All'esterno della casa sono presenti i chràfu, cioè dei ganci ricavati dalle biforcazioni dei rami delle piante, utilizzati nella cultura walser per sparpagliare il fieno e permetterne una rapida essiccazione.
La struttura, che si presenta oggi integra grazie ai restauri degli anni 2000, è ora di proprietà del comune di Rimella. Il museo è stato inaugurato il 10 ottobre 2009.

## Percorso museale
Il percorso museale si struttura su tre sale, ospitate ai piani terreno e intermedio. Le tematiche trattate sono:
- Sala 1 - L'alimentazione: lavorazione dei cereali (è presente parte del mulino anticamente situato nella frazione Grondo) e rimedi naturali;
- Sala 2 - Le risorse per abitare: il lavoro nel bosco, il legname, l'estrazione della pietra, il trasporto a valle delle piode, la costruzione dei tetti, le cave di calce, le fornaci, le miniere d'oro, la stagionalità dei lavori;
- Sala 3 - Le risorse per vivere: l'alpeggio, la coltivazione dei campi, la concimazione, la sfalciatura, la sfogliatura, le lavorazioni casearie, la lavorazione delle fibre tessili, la lavorazione del legno.[3]